# Diego Fischer
Diego Fischer Requena (Montevideo, 1961) es un periodista, escritor, guionista, productor teatral y cinematográfico uruguayo. 

## Biografía
Cursó estudios de periodismo en la Universidad de Navarra y en la Universidad de Boston. Ha trabajado en prensa, radio, televisión y agencias de noticias. Fue colaborador del diario La Nación, y también corresponsal en Uruguay de la agencia de noticias estadounidense United Press International (UPI). Es columnista del diario El País y asesora empresas privadas sobre temas de comunicación. Dirige y conduce el periodístico televisivo Los notables. 
Su libro Al encuentro de las tres Marías, sobre la vida de escritora uruguaya Juana de Ibarbourou fue reconocido con el Premio Libro de Oro en 2009 otorgado por la Cámara Uruguaya del Libro y es superventas, lleva vendidos en Uruguay más de 40 mil ejemplares a marzo de 2018. Este libro estuvo envuelto en una controversia que llegó al ámbito judicial.
El libro biográfico A mí me aplauden, sobre la actriz, comediante, filántropa y directora uruguaya China Zorrilla, cuenta con quince ediciones.
Dirigió y produjo más de 12 documentales, entre los que se destacan Cien años Punta del Este, historias, relatos y leyendas. 150 años de la inmigración suiza a Uruguay y Algo interesante que contar.
Su libro El precio de una traición cuenta con documentos inéditos del archivo del capitán de marina Barón de Tamandaré y cartas de Leandro Gómez nunca antes vistas.

## Libros
- 1997, Al este de la historia. ISBN 9974-653-98-3 (tres tomos)
- 2004, Que nos abrace el viento. ISBN 9974-95-023-6
- 2008, Al encuentro de las tres Marías. ISBN 978-9974-95-428-1
- 2010, Qué tupé. ISBN 978-9974-683-40-2
- 2011, Hasta donde me lleve la vida. ISBN 978-9974-683-63-1
- 2012, A mí me aplauden. ISBN 9789974 701 22 9
- 2013, Serás mía o de nadie. ISBN 978-9974-713-39-0
- 2014, Tres hombres y una batalla. ISBN 978-9974-723-18-4
- 2015, Carlota Ferreira ISBN 9789974732711
- 2016, Mejor Callar. ISBN 9789974741690
- 2017, El sentir de las violetas. ISBN 9789974881716
- 2018, Doña Cándida Saravia. ISBN 9789974892781[7]
- 2019, El robo de la historia. ISBN 9789974903432[8]
- 2020, Cuando todo pase. ISBN 9789915654744[9]
- 2021, Qué poco vale la vida. ISBN 9789915663555[10]
- 2022, Sufrir en el silencio. ISBN 9789915673189
- 2023, Secretos de un jardín
- 2023, El precio de una traición. ISBN 9789915683089
- 2024, La gran farsa. ISBN 978-9915-692-57-9
- 2025, Directo al corazón

## Filmografía
- El refugio del poeta.
- La siembra de Punta Ballena.
- 2007, Cien años Punta del Este.
- 2011, Homenaje de Europa al Bicentenario uruguayo (serie de 4 documentales).
- 2012, Historias, relatos y sueños. 150 años de la inmigración suiza a Uruguay
- 2014, Algo interesante que contar.

## Obras de teatro
- 2004, Las luciérnagas de la Azotea de Haedo.
- 2005, Cantando una triste canción.
- 2009, Al encuentro de las tres Marías (galardonada con dos Premios Florencio).
- 2011, Qué tupé.

## Premios
- Premio Libro de Oro en 2009, 2014, 2016, 2018, 2019, 2020, 2021, 2022 y 2023.[11][12]
- 2023, Plaqueta Virgen del Pintado a la trayectoria otorgada por la Iglesia Católica del Uruguay.[13]